# Dschangy-Dscher (Kadamdschai)
Dschangy-Dscher (kirgisisch Жаңы-Жер) ist ein Dorf im Oblus Batken (Kirgisistan) mit 3542 Einwohnern (Stand 2022).

## Geographie
Das Dorf liegt im Westen des südwestkirgisischen Rajon Kadamdschai.

## Bevölkerung
| Jahr | Einwohner |
| ---- | --------- |
| 1999 | 2341      |
| 2009 | 3028      |
| 2022 | 3542      |